# Symmachia tigrina
Symmachia tigrina är en fjärilsart som beskrevs av William Chapman Hewitson 1867. Symmachia tigrina ingår i släktet Symmachia och familjen Riodinidae. Inga underarter finns listade i Catalogue of Life.

## Bildgalleri

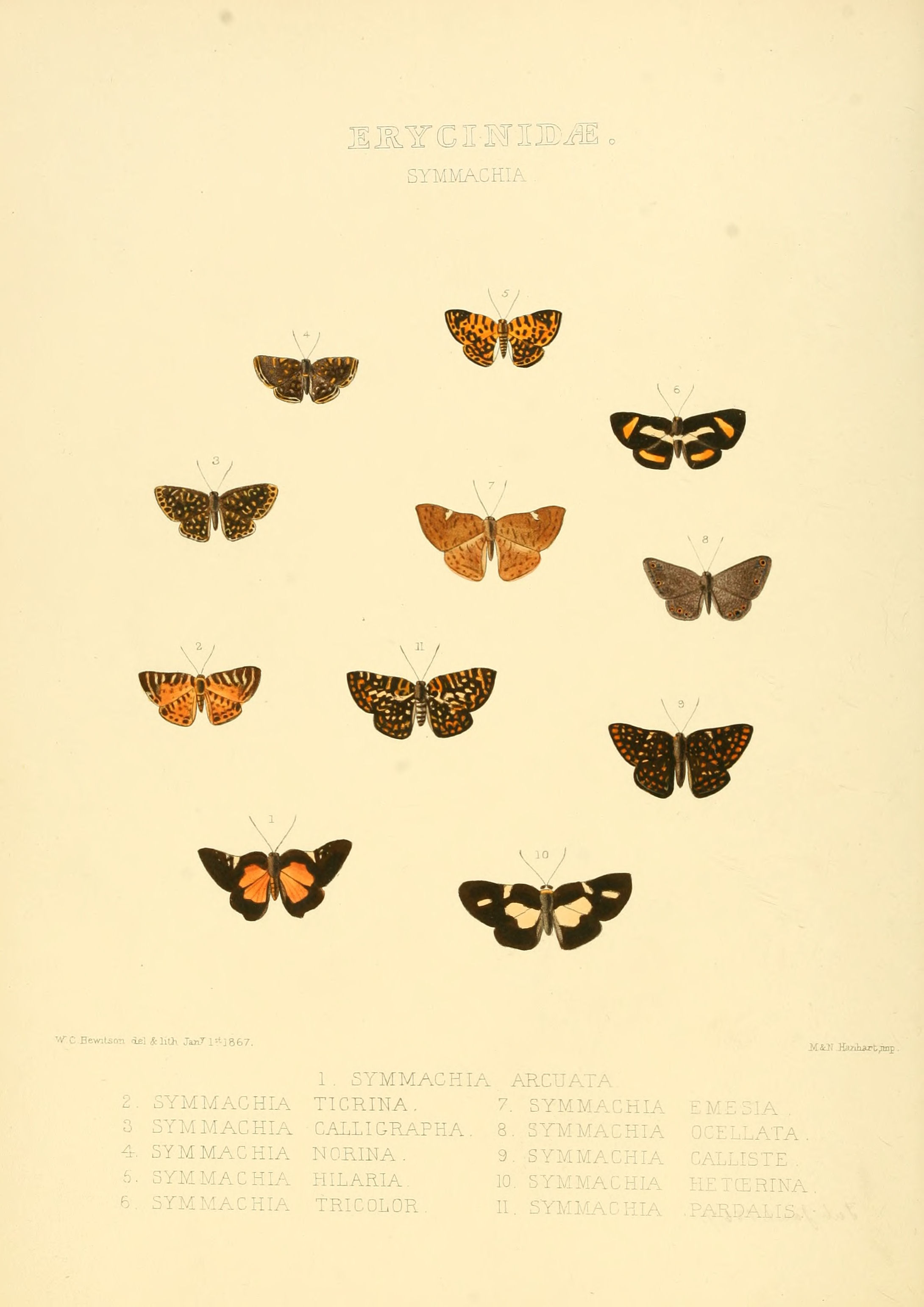